# Скирли
Скирли (англ. Skirlie) — шотландское блюдо, приготовленное из обжаренной овсянки, лука и приправ. Название «skirlie» (аналог «шкворчать») указывает на шум, производимый при жарке. По аналогии с белым пудингом, который имеет аналогичные компоненты, он служил в качестве побочного блюда с картофелем или использовался в качестве начинки для курицы или другой птицы. Это также обычный гарнир к блюду Mince and tatties и к рождественскому обеду, особенно на северо-востоке Шотландии.
Для обжаривания используется сало, почечное сало, говяжий жир или сливочное масло. Отдельно обжаривается овсянка с луком, и отдельно обжаривается фарш. Их смешивают при подаче